# Ophaalbrug Koudekerk aan den Rijn

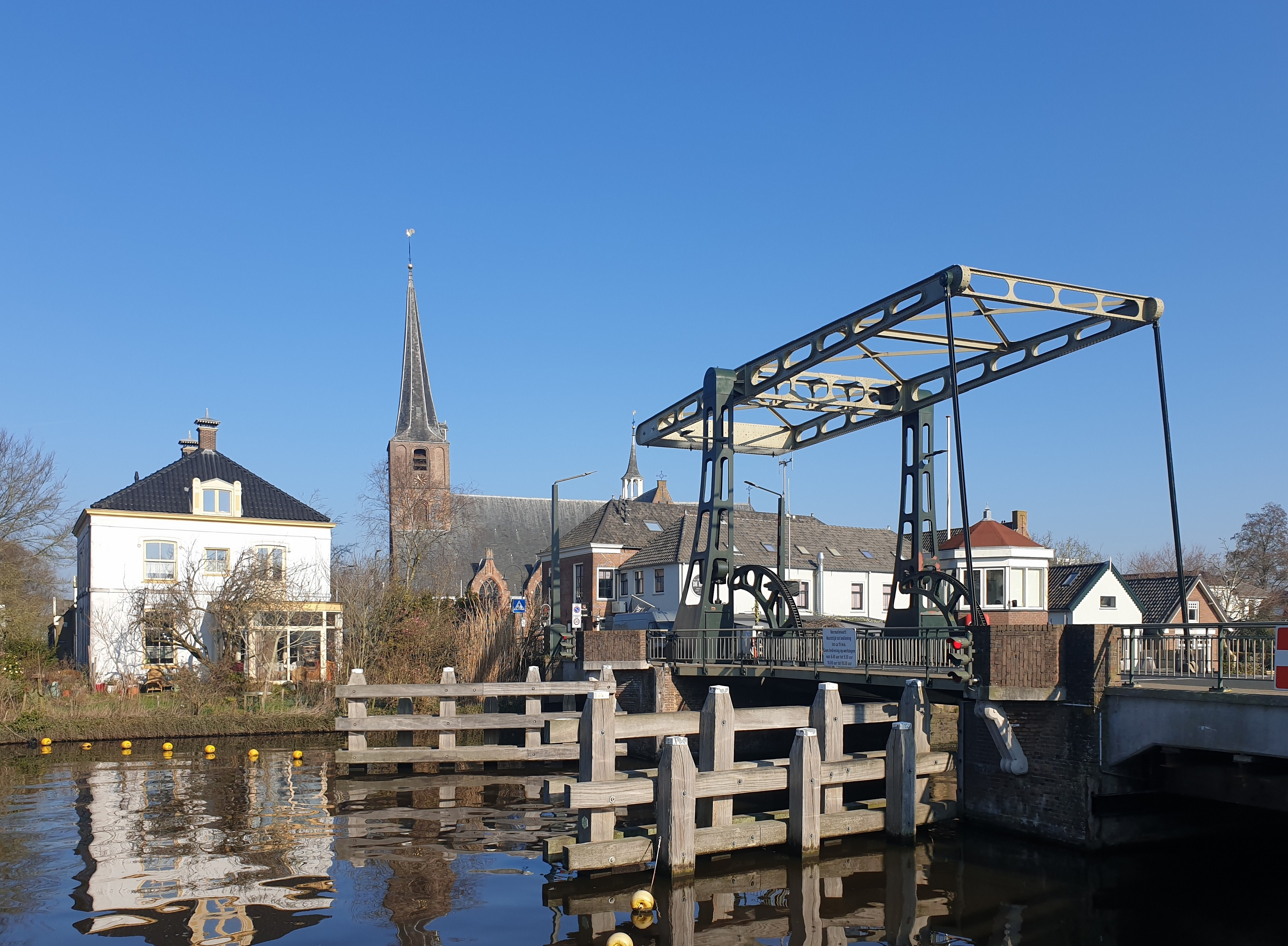
Die Ophaalbrug in Koudekerk aan den Rijn

Die Ophaalbrug (deutsch Zugbrücke) ist eine denkmalgeschützte Zugbrücke in Koudekerk aan den Rijn, einem Ortsteil der Gemeinde Alphen aan den Rijn in der niederländischen Provinz Südholland. Das Brücke ist seit dem Jahr 2001 als Rijksmonument eingestuft.

## Geschichte
Die mechanische Zugbrücke wurde im 1929 als Ersatz für eine doppelte Faltbrücke aus dem Jahr 1876 über den Oude Rijn am Eingang zum alten Dorfkern von Koudekerk errichtet. Die genietete eiserne Zugbrücke hat freistehende Pfosten, die durch ein Fachwerk verstärkt sind, die im unteren Bereich verbreitert wurden. Die Waagebalken bestehen aus einem sich zu beiden Enden hin verjüngenden Rahmenwerk, zwischen dem Querbalken und Diagonalstäbe angebracht sind. Die beweglichen Teile der Konstruktion werden von zwei Paar gemauerten Brückenköpfen getragen. Auf beiden Seiten der Brücke wurden hölzerne Anlegepfähle mit Eisenbalken ins Wasser gestellt.
In den 1950er Jahren wurde das Brückenwärterhaus modernisiert und die Brücke mit einem modernen Antriebsmechanismus ausgestattet, die Säulen mit Laternen, die ursprünglich am Eingang der Brücke aufgestellt waren, wurden entfernt. 